# 대한민국 제3대 대통령 선거 자유당 후보 선출
대한민국 제3대 대통령 선거 자유당 후보 선출은 제3대 대통령 선거 및 제4대 부통령 선거를 위해 자유당의 후보를 결정한 절차를 말한다.

## 개요
자유당은 1956년 3월 5일 10시 25분, 대의원 876명 중 803명이 모인 가운데 제7차 임시 전국대의원대회를 개최하였다.
먼저 임시 전당대회 의장에 추대된 이기붕 당 중앙위원회 의장은 기념사를 통해 당의 총재인 이승만 대통령을 대통령 후보로 추대하자고 말하였고, 연설이 끝난 직후 대회는 후보 선출 철자에 들어갔다. 먼저 최순용의 제의에 따라 중앙당, 시도당, 국회의원, 당 기간 단체 등의 대표자 44인으로 구성된 후보 추천위원회가 구성되었고, 이 위원회는 대통령 후보로 이승만 대통령, 부통령 후보로 이기붕 민의원의장을 추천하였다. 이는 곧바로 전당대회에 보고 되었으며, 기립 표결을 진행한 결과 만장일치로 승인되었다.
이승만 대통령은 전당대회 개회 전 경무대를 방문한 당 간부들에게 후보 지명을 수락할 것인지도 러닝메이트로 원하는 인물이 누구인지도 밝히지 않은 터였다. 따라서 당에서 이범석 전 내무부 장관을 부통령 후보로 지명했으나 이승만 대통령의 지지를 얻지 못했던 4년 전 상황이 반복될 수 있다는 우려가 나왔다. 이기붕은 이같은 이유로 이승만 대통령이 의사를 표시하기 전까지 수락을 보류하겠다고 밝혔다.
이승만 대통령은 지명 직후 전당대회에 입장문을 보내 후보 수락을 거부한다고 선언해 충격을 주었다. 자신은 나이가 너무 많으며, 대통령이 3선을 하는 것은 민주 국가답지 못하고, 자신은 지난 임기 동안 남북 통일을 이뤄내지 못해 또 대통령을 맡을 자격이 없다는 것이 수락 거부의 이유였다. 그러나 이승만 대통령은 3월 23일 다시 담화를 발표하고 각계각층에서 2만 통이 넘는 출마 요구 청원서 및 지지 결의문을 보내왔다며, 민의에 순종하기 위해 자유당의 후보 지명을 수락한다고 발표하였다. 이승만 대통령은 이어 3월 28일 또 담화를 내고 이기붕 민의원의장을 러닝메이트로 지지한다고 선언하였으며, 자유당의 부통령 후보 지명을 수락하지 않았던 이기붕 의장은 같은 날 수락을 선언하였다.

## 같이 보기
- 대한민국 제3대 대통령 선거